# SoVD Zeitung – Soziales im Blick
SoVD-Zeitung – Soziales im Blick ist die monatlich erscheinende Mitgliederzeitung des Sozialverbands Deutschland. Sie befindet sich in direkter Reihenfolge der Vorgängerzeitschriften Sozialverband Reichsbund (August 1998 bis Mai 2000), Sozialverband Reichsbund : Zeitung der Kriegs- und Wehropfer, Behinderten, Sozialrentner und Hinterbliebenen (1997 bis September 1998), Reichsbund : Zeitung der Kriegs- und Wehrdienstopfer, Behinderten, Sozialrentner und Hinterbliebenen (2/1953 bis 49/1996) und KB-Monatsblatt : Organ d. Verbandes der Kriegs- und Zivilbeschädigten, Sozialrentner und Hinterbliebenen von Berlin (1/1951 bis 3/1953).

## Themen und Zielgruppe
Die Verbandszeitung SoVD – Soziales im Blick ist überparteilich. Satzungsgemäß ist sie „für die Unterrichtung und Aufklärung über die Verbandstätigkeit und die Entwicklung im Sozialrecht“ zuständig. Inhaltlich setzt die SoVD-Zeitung mit der aktuellen Berichterstattung zu den übergeordneten Themengebieten Sozialpolitik und Gesundheit sowie Nachrichten aus dem Verband und den Landesverbänden auseinander. Dazu kommen die Punkte „Unterhaltung“ und „Verschiedenes“.
Im Bundesteil wird vor allem zu den sozialpolitischen Themengebieten Rente, Gesundheit und Pflege, Armut und Reichtum, Arbeitsmarktpolitik, Gleichstellung sowie Inklusion berichtet. Außerdem umfasst die Zeitung einen umfangreichen Unterhaltungs- und Serviceteil sowie zwölf verschiedene Landesbeilagen.
Seit 2013 erscheint zusätzlich online das SoVD-Magazin, das seit dem Jahr 2016 auch als mobile App produziert wird.
Die Leserschaft setzt sich laut Mediadaten vorwiegend aus Senioren, chronisch Kranken, Pflegebedürftigen sowie Behinderten zusammen. Das Durchschnittsalter liegt bei 60 Jahren, die Aufteilung nach Geschlechtern ist weitgehend ausgewogen (ca. 52 % Frauen).

## Erscheinungsweise, verkaufte und verbreitete Auflage
Die Zeitung erscheint monatlich, außer einer Doppelausgabe Juli / August. Die IVW-geprüfte verkaufte Auflage liegt bei 364.800 Exemplaren.
| 1998   | 1999   | 2000   | 2001   | 2002   | 2003   | 2004   | 2005   | 2006   | 2007   | 2008   | 2009   | 2010   | 2011   | 2012   | 2013   | 2014   | 2015   | 2016   | 2017   | 2018   | 2019   | 2020   | 2021   | 2022   | 2023   | 2024   |
| ------ | ------ | ------ | ------ | ------ | ------ | ------ | ------ | ------ | ------ | ------ | ------ | ------ | ------ | ------ | ------ | ------ | ------ | ------ | ------ | ------ | ------ | ------ | ------ | ------ | ------ | ------ |
| 449521 | 445657 | 442705 | 443036 | 435968 | 432152 | 416662 | 410743 | 408405 | 402212 | 397587 | 398755 | 403589 | 407148 | 409169 | 410377 | 410959 | 413093 | 413300 | 413891 | 414997 | 418176 | 419153 | 418148 | 405359 | 390358 | 373594 |